# Mayanza
Mayanza är ett vattendrag i Burundi.   Det ligger i provinsen Gitega, i den centrala delen av landet, 70 kilometer öster om huvudstaden Bujumbura.
Omgivningarna runt Mayanza är en mosaik av jordbruksmark och naturlig växtlighet. Runt Mayanza är det ganska tätbefolkat, med 239 invånare per kvadratkilometer.